# Lapouyade
Lapouyade – miejscowość i gmina we Francji, w regionie Nowa Akwitania, w departamencie Żyronda.
Według danych na rok 1990 gminę zamieszkiwało 476 osób, a gęstość zaludnienia wynosiła 18 osób/km² (wśród 2290 gmin Akwitanii Lapouyade plasuje się na 729. miejscu pod względem liczby ludności, natomiast pod względem powierzchni na miejscu 340.).